# اتحاد غينيا لكرة القدم
تأسس اتحاد غينيا لكرة القدم في عام 1960 وانضم إلى الاتحاد الدولي لكرة القدم في 1961 وإنضم إلى الاتحاد الإفريقي لكرة القدم في 1962.

شعار سابق للاتحاد الغيني